# James C. Corman

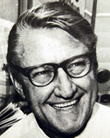
James C. Corman

James Charles Corman (* 20. Oktober 1920 in Galena, Kansas; † 30. Dezember 2000 in Arlington, Virginia) war ein US-amerikanischer Politiker. Zwischen 1961 und 1981 vertrat er den Bundesstaat Kalifornien im US-Repräsentantenhaus.

## Werdegang
Im Jahr 1933 zog James Corman mit seiner Familie nach Los Angeles, wo er die öffentlichen Schulen besuchte. Danach studierte er bis 1942 an der dortigen University of California. Während des Zweiten Weltkrieges war er Leutnant im Marine Corps. Dabei war er im pazifischen Raum eingesetzt. Unter anderem war er bei den Kämpfen um Guam, den Marianen und Iwo Jima dabei. 
Nach einem anschließenden Jurastudium an der University of Southern California und seiner 1949 erfolgten Zulassung als Rechtsanwalt begann er in Van Nuys in diesem Beruf zu arbeiten. Während des Koreakrieges war Corman von 1950 bis 1952 noch einmal im aktiven Militärdienst beim Marine Corps. Danach schlug er als Mitglied der Demokratischen Partei eine politische Laufbahn ein. Zwischen 1957 und 1960 gehörte er dem Stadtrat von Los Angeles an.
Bei den Kongresswahlen des Jahres 1960 wurde Corman im 22. Wahlbezirk von Kalifornien in das US-Repräsentantenhaus in Washington, D.C. gewählt, wo er am 3. Januar 1961 die Nachfolge von Joseph F. Holt antrat. Nach neun Wiederwahlen konnte er bis zum 3. Januar 1981 zehn Legislaturperioden im Kongress absolvieren. Seit 1975 vertrat er dort als Nachfolger von Augustus F. Hawkins den 21. Distrikt seines Staates. In seine Zeit als Kongressabgeordneter fielen unter anderem die Endphase der Bürgerrechtsbewegung und die Watergate-Affäre sowie außenpolitisch der Vietnamkrieg. Im Jahr 1980 wurde er nicht wiedergewählt.
Nach dem Ende seiner Zeit im US-Repräsentantenhaus gründete Corman mit einem Partner eine Anwaltskanzlei (Corman Law Offices). Im Jahr 1985 wurde er Präsident der Organisation Americans United for Separation of Church and State, die sich für die Verankerung der Trennung von Kirche und Staat in der Verfassung einsetzt. James Corman starb am 30. Dezember 2000 in Arlington und wurde auf dem Nationalfriedhof Arlington beigesetzt.

## Gedenken
Das Federal Building in Van Nuys, Kalifornien wurde 2001 nach ihm benannt.